# Thấp, Lâm Phần
Thấp (chữ Hán giản thể: 隰县, âm Hán Việt: Thấp huyện) là một huyện thuộc địa cấp thị Lâm Phần, tỉnh Sơn Tây, Cộng hòa Nhân dân Trung Hoa. Huyện Thấp có diện tích 1412 km², dân số năm 2002 là 100.000 người. Huyện Thấp có 3 trấn và 10 hương.
- Trấn: Hoàng Thổ, Ngọ Thành.
- Hương: Thành Nam, Thủy Đề, Điêu Gia Dục, Trại Tử, Đẩu Pha, Phùng Gia, Chu Gia Dục, Hậu Yển, Hạ Lý, Bắc Trang.